# The Sea (álbum de Melanie C)
The Sea é o quinto álbum de estúdio solo da cantora britânica Melanie C, lançado em setembro de 2011, pelo selo Red Girl Records.
O álbum marcou o retorno da cantora, após 4 anos desde a turnê comemorativa com seu antigo grupo Spice Girls, em 2007, e de ter dado a luz ao seu primeiro filho.

## Lançamento
Em Junho de 2011, Mel C lançou promocionalmente a primeira amostra deste novo trabalho, o single "Rock Me", que saiu na Alemanha, Suíça e Áustria, como tema de cobertura da Copa do Mundo de Futebol Feminino pela rede alemã ZDF.
O primeiro single oficial do álbum, "Think About It", foi lançado em 15 de Julho de 2011 no Reino Unido, atingido moderado desempenho nas listas de vendas.
"The Sea" é marcado por uma temática amorosa e conflituosa, com uma emocionalidade oscilando entre momentos de raiva e melancolia. Neste disco, Melanie C atua entre diversos estilos, indo do Dance e do Pop Rock, como nos singles citados, a faixas mais experimentais, como a faixa-título do álbum e a impressiva "Enemy", que fecha o disco.

## Faixas
As faixas com link foram lançadas como single nos respectivos países:
Versão Britânica
1. "The Sea" (Melanie Chisholm, Richard Stannard, Daunt Seton e Ash Howes) - 4:51
2. "Weak" (Melanie Chisholm, Ina Wroldsen e Jez Ashurst) - 3:24
3. "Think About It" (Melanie Chisholm, Cutfather, Jason Gill e Daniel Davidsen) - 3:49
4. "Beautiful mind" (Melanie Chisholm, Dee Adam e James Earp) - 3:41
5. "One By One" (Melanie Chisholm e James Walsh) - 4:06
6. "Stupid Game" (Melanie Chisholm, Adam Argyle e Martin Brammer) - 3:20
7. "All About You" (Guy Chambers, Lauren Christie e Chuck Harmony) - 4:01
8. "Burn" (Melanie Chisholm, Adam Argyle, Cutfather, Daniel Davidsen e Jason Gill) - 4:00
9. "Drown" (Melanie Chisholm, Adam Argyle e Jodi Marr) - 3:59
10. "Get Out Of Here" (Melanie Chisholm e Peter Vettese) - 4:10
11. "Enemy" (Melanie Chisholm e Greg Hatwell) - 8:12

Versão Alemã
1. "Think About It" (Melanie Chisholm, Cutfather, Jason Gill e Daniel Davidsen) - 3:49
2. "Get Out Of Here" (Melanie Chisholm e Peter Vettese) - 4:10
3. "Burn" (Melanie Chisholm, Adam Argyle, Cutfather, Daniel Davidsen e Jason Gill) - 4:00
4. "Weak" (Melanie Chisholm, Ina Wroldsen e Jez Ashurst) - 3:24
5. "Stupid Game" (Melanie Chisholm, Adam Argyle e Martin Brammer) - 3:20
6. "Let There Be Love"
7. "Drown" (Melanie Chisholm, Adam Argyle e Jodi Marr) - 3:59
8. "All About You" (Guy Chambers, Lauren Christie e Chuck Harmony) - 4:01
9. "The Sea" (Melanie Chisholm, Richard Stannard, Daunt Seton e Ash Howes) - 4:51
10. "Beautiful mind" (Melanie Chisholm, Dee Adam e James Earp) - 3:41
11. "One By One" (Melanie Chisholm e James Walsh) - 4:06
12. "Rock Me" (Melanie Chisholm, David Jost e Dave Roth) - 3:10